# Юнатан Гедстрем
Юнатан Гедстрем (швед. Jonathan Hedström, нар. 27 грудня 1977, Шеллефтео) — колишній шведський хокеїст, що грав на позиції крайнього нападника. Грав за збірну команду Швеції.

## Ігрова кар'єра
Хокейну кар'єру розпочав на батьківщині 1995 року виступами за команду «Шеллефтео».
1997 року був обраний на драфті НХЛ під 221-м загальним номером командою «Торонто Мейпл-Ліфс». 
Протягом професійної клубної ігрової кар'єри, що тривала 15 років, захищав кольори команд «Юргорден», «Майті Дакс оф Анагайм», «Цинциннаті Майті-Дакс», «Шеллефтео», «Тімро», ЦСКА (Москва), «Лулео» та «Кярпят».
Загалом провів 86 матчів у НХЛ, включаючи 3 гри плей-оф Кубка Стенлі.
Виступав за збірну Швеції, провів 25 ігор в її складі.

## Нагороди та досягнення
- Срібний призер чемпіонату світу 2004.

## Статистика

### Клубні виступи
| Сезон           | Клуб                    | Ліга            | Регулярний сезон | Регулярний сезон | Регулярний сезон | Регулярний сезон | Регулярний сезон | Плей-оф | Плей-оф | Плей-оф | Плей-оф | Плей-оф |
| Сезон           | Клуб                    | Ліга            | І                | Г                | П                | О                | ШХ               | І       | Г       | П       | О       | ШХ      |
| --------------- | ----------------------- | --------------- | ---------------- | ---------------- | ---------------- | ---------------- | ---------------- | ------- | ------- | ------- | ------- | ------- |
| 1995–96         | «Шеллефтео»             | Д-3             | 7                | 0                | 0                | 0                | 0                | —       | —       | —       | —       | —       |
| 1996–97         | «Шеллефтео»             | Д-3             | 12               | 1                | 1                | 2                | 10               | 6       | 0       | 0       | 0       | 2       |
| 1997–98         | «Шеллефтео»             | Д-3             | 30               | 5                | 5                | 10               | 15               | 4       | 1       | 0       | 1       | 4       |
| 1998–99         | «Шеллефтео»             | Д-3             | 35               | 15               | 29               | 44               | 76               | 5       | 1       | 4       | 5       | 4       |
| 1999–00         | «Лулео»                 | Елітсерія       | 48               | 9                | 17               | 26               | 46               | 9       | 2       | 1       | 3       | 12      |
| 2000–01         | «Лулео»                 | Елітсерія       | 46               | 9                | 19               | 28               | 68               | 12      | 1       | 6       | 7       | 16      |
| 2001–02         | «Лулео»                 | Елітсерія       | 47               | 11               | 7                | 18               | 38               | 4       | 2       | 1       | 3       | 6       |
| 2002–03         | «Цинциннаті Майті-Дакс» | АХЛ             | 50               | 14               | 21               | 35               | 62               | —       | —       | —       | —       | —       |
| 2002–03         | «Майті Дакс оф Анагайм» | НХЛ             | 4                | 0                | 0                | 0                | 0                | —       | —       | —       | —       | —       |
| 2003–04         | «Юргорден»              | Елітсерія       | 48               | 12               | 22               | 34               | 94               | 3       | 0       | 2       | 2       | 12      |
| 2004–05         | «Тімро»                 | Елітсерія       | 46               | 14               | 21               | 35               | 92               | 7       | 3       | 5       | 8       | 16      |
| 2005–06         | «Майті Дакс оф Анагайм» | НХЛ             | 79               | 13               | 14               | 27               | 48               | 3       | 0       | 1       | 1       | 2       |
| 2006–07         | «Тімро»                 | Елітсерія       | 54               | 13               | 25               | 38               | 74               | 7       | 2       | 3       | 5       | 14      |
| 2007–08         | «Тімро»                 | Елітсерія       | 27               | 7                | 6                | 13               | 50               | 0       | 0       | 0       | 0       | 0       |
| 2008–09         | «Тімро»                 | Елітсерія       | 11               | 0                | 2                | 2                | 8                | —       | —       | —       | —       | —       |
| 2008–09         | ЦСКА (Москва)           | КХЛ             | 31               | 1                | 6                | 7                | 24               | 8       | 0       | 1       | 1       | 8       |
| 2009–10         | «Лулео»                 | Елітсерія       | 48               | 2                | 16               | 18               | 63               | —       | —       | —       | —       | —       |
| Елітсерія разом | Елітсерія разом         | Елітсерія разом | 375              | 77               | 135              | 212              | 533              | 42      | 10      | 18      | 28      | 76      |
| Усього в НХЛ    | Усього в НХЛ            | Усього в НХЛ    | 83               | 13               | 14               | 27               | 48               | 3       | 0       | 1       | 1       | 2       |

### Збірна
| Рік                | Команда            | Турнір             | І  | Г | П | О  | ШХ |
| ------------------ | ------------------ | ------------------ | -- | - | - | -- | -- |
| 2004               | Швеція             | ЧС                 | 8  | 1 | 1 | 2  | 6  |
| 2005               | Швеція             | ЧС                 | 9  | 3 | 4 | 7  | 10 |
| 2007               | Швеція             | ЧС                 | 8  | 3 | 2 | 5  | 18 |
| Національна збірна | Національна збірна | Національна збірна | 25 | 7 | 7 | 14 | 34 |